# ¡Ay cosita linda mamá!
¡Ay cosita linda mamá! fue una telenovela colombiana de Caracol Televisión del año 1998. Fue producida por Pawel Nowicki bajo la dirección general de Julio César Romero. 
La telenovela fue protagonizada por Ángela Vergara, y Andrés Izaguirre y con la participación antagónica de Rodrigo Obregón, Florina Lemaitre  y Luis Eduardo Arango. Y la actuación estelar de Salvatore Basile, Consuelo Moure, Julieta García  y  Bárbara Perea. La trama trata de una muchacha costeña que será debatida por el amor de dos hombres.

## Sinopsis
Diana Ferragamo (Ángela Vergara), una niña costeña, consentida y de familia rica. Por ella, Miguel Ángel Miranda (Andrés Izaguirre) y Camilo de la Rosa (Rodrigo Obregón) tendrán que luchar. Camilo, concejal electo, está por lograr conquistar a Diana, aprovechando que Miguel Ángel fue a estudiar medicina a Brasil. 
Los problemas empiezan a presentarse cuando el novio de infancia y juventud de Diana vuelve a las tierras costeñas donde ella vive. Miguel Ángel para olvidar a su viejo amor acude a Margarita Leal (Florina Lemaitre) una periodista muy guapa que solo con sus encantos deja al hombre a sus pies. Tanto Miguel Ángel como Diana no son felices con sus parejas, y tendrán que pasar muchas cosas para que Diana y Miguel Ángel puedan ser felices.

## Reparto
- Ángela Vergara ... Diana Ferragamo
- Andrés Izaguirre ... Miguel Ángel Miranda
- Rodrigo Obregón ... Camilo De la Rosa
- Florina Lemaitre ... Margarita Leal
- Salvatore Basile ... Pietro Ferragamo
- Consuelo Moure ... Leticia "Letty" de Ferragamo
- Gloria Zapata ... Gemma de De la Rosa
- Lucy Martínez ... Roxana de Miranda
- Freddy Flórez ... Alejo
- Sergio Borrero ... Cesar
- Óscar Salazar ...
- Eliécer Cantillo ... Eliécer
- Julieta García ... Maryluz Jaramillo
- Emily Forero… Florencia Manotas
- Ignacio Hijuelos ... El Guajiro
- Inés Oviedo ... Coral
- Bárbara Perea ... Mikaela Terranova
- José Rojas ... Honorio
- Felipe Solano ... David
- Marquitos Renteria ... Wilson Torres
- Liliana Tenorio ... Melchorita
- Juan Pablo Vallejo ... Lorenzo
- Tiberio Cruz ...Alex